# Государственный театр кукол Удмуртской Республики
Государственный театр кукол Удмуртской Республики находится в городе Ижевске в Индустриальном районе города.

## История
Первая кукольная постановка в Ижевске состоялась 31 июля 1921 года в Клубе коммунистов. Театр кукол в Ижевске был организован усилиями С. Л. Ломовской и М. В. Точиловой, которые прошли курсы обучения кукловодов под руководством С. В. Образцова. Открытие театра в Ижевске состоялось 24 апреля 1935 года. Первым спектаклем стала постановка «Вор-нахал человеком стал» по пьесе Е. В. Сперанского. Главным художником театра стал И. М. Ходырев, создавший в театре более 100 спектаклей. 26 апреля того же года Постановлением Совнаркома УАССР театр был официально зарегистрирован при Центральном Доме художественного воспитания Наркомпроса, в здании которого первоначально размещался.
В первый репертуар нового театра вошли пьесы «Лёшка и кошка», «Пузан», «Страшный сон», «Каштанка». Пьесы ставились на удмуртском и русском языках, организовывались представления в сельской местности. В 1937 году труппа театра получила Первую премию в декаде Удмуртского искусства в Кирове. В 1938 году труппа посетила с гастролями Свердловск, ряд её участников были отмечены призами. В 1940 году спектакль «Потерянная девушка» занял I место в декаде удмуртского искусства в Кирове.
В репертуар театра входят инсценировки русских и зарубежных сказок, пьесы зарубежной, русской и удмуртской драматургии. Известные довоенные постановки: «Каштанка» (1936), «Мойдодыр» (1936), «Гармонь» (1936), «Конёк-Горбунок» (1937), «Три толстяка» (1937), «Сказка о Попе и о работнике его Балде» (1938), «Золотое зерно» (1940). Известные современные постановки: «Поэт, или Разговор с собственным чёртом» (2002), «Путешествие комедиантов» (2004), «Таинственный гиппопотам», «Шут Балакирев, или Придворная комедия» (2004), «Несносный слонёнок» (2005), «Записки сумасшедшего» (2006), «Золушка» (2006).
В годы Великой Отечественной войны мужчины из труппы кукольного театра отправились на фронт, а с 1942 года театр лишился своего помещения и размещался на различных частных квартирах, в клубах и госпиталях. В 1945 году театр получил новое помещение на 150 зрителей. Репертуар театра включал как злободневные сатирические спектакли, как «Обед у Гитлера», «Очарованная сабля» и «Как 14 держав Москву воевали», так и сказки «Терем-теремок», «Бери-Баар», «Лисичка-сестричка», «Золотое зерно». Десятилетний юбилей труппа театра встретила спектаклем «Снежная королева» Е. Л. Шварца. С начала войны и до 1961 года труппой театра руководила А. В. Русова. В 1948—1969 годах главным режиссёром кукольного театра был Иван Игнатьевич Кудряшов, ставший Заслуженным деятелем искусств УАССР и Заслуженным артистом УАССР, поставивший несколько десятков спектаклей.
В 1957 году спектакль «Голубая змейка» И. И. Кудряшова получил Почётную грамоту Министерства культуры РСФСР и Всероссийского театрального общества на Всесоюзном фестивале. В 1960-х годах театр гастролировал по Удмуртской Республике и по Советскому Союзу. В 1970—1978 годы главным режиссёром театра был Владимир Александрович Холин.
В 1973 году на фестивале чешской драматургии театр представил спектакль «Украденный мяч». В 1975 году труппа театра была награждена Министерством культуры СССР дипломом 3-й степени за спектакль «Военная тайна». По итогам 1-го полугодия 1976 года театр получил 3-ю премию Всесоюзного соцсоревнования театрально-зрелищных предприятий. В 1979 году спектакль «Голубой щенок», поставленный впоследствии около 1000 раз, получил диплом и медаль Министерства культуры Венгерской Народной Республики и Почётную грамоту Министерства культуры СССР. С 1976 года директором театра работала Глафира Степановна Токарева.
В 1980 году театр переехал в собственное здание на улица Ломоносова, построенное по проекту архитекторов А. Е. Добровицкого и В. Ю. Гуревича, со зрительным залом на 300 мест. 6 ноября 1980 года состоялась первая постановка в новом здании — спектакль «Тайна волшебной книги» по мотивам удмуртских сказок. Главным режиссёром стала Ида Петровна Спектор, тематика работы театра сместилась на детские произведения «Белоснежка и семь гномов», «Винни Пух и все-все-все», «Мэри Поппинс», «Золотой ключик, или приключения Буратино», «Русалочка», «Горящие паруса» и др. В 1983 году постановка «Аистёнок и пугало» И. П. Спектор получила диплом Министерства культуры РСФСР и Всероссийского театрального общества по итогам участия в фестивале по произведениям чешских драматургов. В середине 1980-х годов театр сотрудничал с приглашёнными режиссёрами и художниками.
В 1992 году театр принял участие во Втором Международном фестивале театров кукол «Интеркукла-92» в Ужгороде и по его итогам получил Диплом Союза Театральных деятелей Украины. С того же года главным режиссёром театра работал Сергей Николаевич Балыков. Под его руководством в репертуаре театра появились пьесы, рассчитанные не только на детей, но и на взрослую аудиторию.
В 2009 году была проведена реконструкция здания театра.
С начала деятельности театра было поставлено 270 спектаклей и создано более 2 тысяч кукол. Репертуар театра насчитывает более 30 спектаклей по пьесам русских и зарубежных авторов классической и современной драматургии на русском и удмуртском языках. В репертуар входят в основном постановки для детей, но есть и спектакли для взрослой аудитории.

## Награды
Коллектив театра участвовал и был награждён дипломами всесоюзных (1957, 1979), всероссийского (1983) и международных (Ужгород, 1992; Эгер, Венгрия, 1995; Челябинск, 2006; Рязань, 2007) фестивалей кукольных театров. Коллектив театра был награждён премией имени Комсомола Удмуртии (1980 год) и Государственной премией Удмуртской Республики (1993 год).

## Руководители
В разные годы театром руководили С. Л. Ломовская, Л. И. Шолохов, В. И. Опалёв, В. Н. Агафонников (в 1946—1997 годы), И. И. Кудряшов, В. А. Холин, И. П. Спектор, В. С. Сергейчев, С. Н. Балыков, А. В. Русова, А. М. Иванов, Г. С. Токарева, А. Г. Мустаев, О. О. Никитин, Л. М. Жуковская, А. Н. Петров (с 2008 года).